# Стюартстаун (Нью-Гемпшир)
Стюартстаун (англ. Stewartstown) — місто (англ. town) в США, в окрузі Коос штату Нью-Гемпшир. Населення — 813 особи (2020).

## Демографія
Згідно з переписом 2010 року, у місті мешкали 1004 особи в 381 домогосподарстві у складі 251 родини. Було 920 помешкань
Расовий склад населення:
| - 98,6 % — білих - 0,3 % — корінних американців - 0,1 % — чорних або афроамериканців |

До двох чи більше рас належало 1,0 %. Частка іспаномовних становила 1,1 % від усіх жителів.
За віковим діапазоном населення розподілялося таким чином: 20,1 % — особи молодші 18 років, 58,5 % — особи у віці 18—64 років, 21,4 % — особи у віці 65 років та старші. Медіана віку мешканця становила 46,2 року. На 100 осіб жіночої статі у місті припадало 104,5 чоловіків;  на 100 жінок у віці від 18 років та старших — 99,5 чоловіків також старших 18 років.
Середній дохід на одне домашнє господарство  становив 59 032 долари США (медіана — 42 813), а середній дохід на одну сім'ю — 74 655 доларів (медіана — 68 056). Медіана доходів становила 39 028 доларів для чоловіків та 49 875 доларів для жінок. За межею бідності перебувало 9,3 % осіб, у тому числі 4,7 % дітей у віці до 18 років та 5,9 % осіб у віці 65 років та старших.
Цивільне працевлаштоване населення становило 294 особи. Основні галузі зайнятості: освіта, охорона здоров'я та соціальна допомога — 26,2 %, виробництво — 15,6 %, роздрібна торгівля — 12,6 %, будівництво — 12,2 %.